# Aladim Luciano
Aladim Luciano, ou simplesmente Aladim (Barra Mansa, 10 de outubro de 1946), é um ex-futebolista brasileiro que atuava como ponta-esquerda.

## Carreira
Aladim interrompeu os estudos para jogar futebol no Bangu em 1963. "Driblador e ofensivo", jogou nos infantis, juvenis e aspirantes do time antes de se profissionalizar, em 1966, já de cara sagrando-se campeão carioca. No ano seguinte o Bangu ficou até o fim na disputa do Campeonato Carioca contra o Botafogo, mas teve de se contentar com o vice-campeonato.
Foi contratado pelo Corinthians em 1970, por 600 mil cruzeiros. Apesar de titular durante sua passagem pelo Parque São Jorge, não viveu um bom momento por lá e várias vezes viu sua titularidade ameaçada, como quando o clube quis contratar Paulo Cézar Caju, em 1971. O único título que conquistou foi o do Torneio do Povo de 1971. Ao final do primeiro semestre de 1973 foi emprestado ao Coritiba, com valor do passe estipulado em trezentos mil cruzeiros e com salário muito maior. Depois de muita negociação — o então técnico do Corinthians, Yustrich, queria-o de volta —, o Coritiba adquiriu seu passe. "Acontece que quando o emprestamos ele estava em má fase e prometemos ao Coritiba negociá-lo no final", explicou o diretor de futebol Isidoro Mateus.
Ainda em 1973 conquistou seu bicampeonato pessoal no Torneio de Povo e deu início a uma série de cinco conquistas do Campeonato Paranaense em sete anos: 1973, 1974, 1975, 1976 e 1979. Em 1978, emprestado ao Atlético Paranaense, foi vice-campeão.
Participou das campanhas do Coritiba nos Campeonatos Brasileiros de 1979 (terceiro lugar) e 1980 (quarto lugar), até então as duas melhores participações do clube no torneio. Vendido para o Colorado no final daquele ano, defendeu o clube até 1983 e voltou para o Coritiba no começo de 1984. Aposentou-se cerca de um ano depois e comprou uma panificadora no bairro do Bacacheri.

## O Bangu virou "Houston Stars"
Em 1966, um grupo de empresários criou uma nova liga de futebol a North American Soccer League (NASL), em concorrência com a National Professional Soccer League (NPSL).
Em 1967, o Bangu foi convidado a participar de um torneio nos Estados Unidos promovido pela NASL, representando o Houston Stars. Além do Bangu, outros clubes a redor do mundo foram convidados e representaram clubes norte-americanos: Los Angeles Wolves (Wolverhampton, da Inglaterra), San Francisco Golden Gate Gales (ADO Den Haag, da Holanda), Chicago Mustangs (Cagliari, da Itália), Vancouver Royal Canadians (Sunderland, da Inglaterra) e Dallas Tornado (Dundee United, da Escócia).

## Política
Em 2004 candidatou-se a vereador em Curitiba pelo PV e foi eleito com 4 143 votos, terceiro menor total entre os eleitos, embora tenha sido o único candidato a receber votos em todas as seções eleitorais. Foi reeleito em 2008 com 6 315 votos e em 2012.